# 贝鲁特围城战

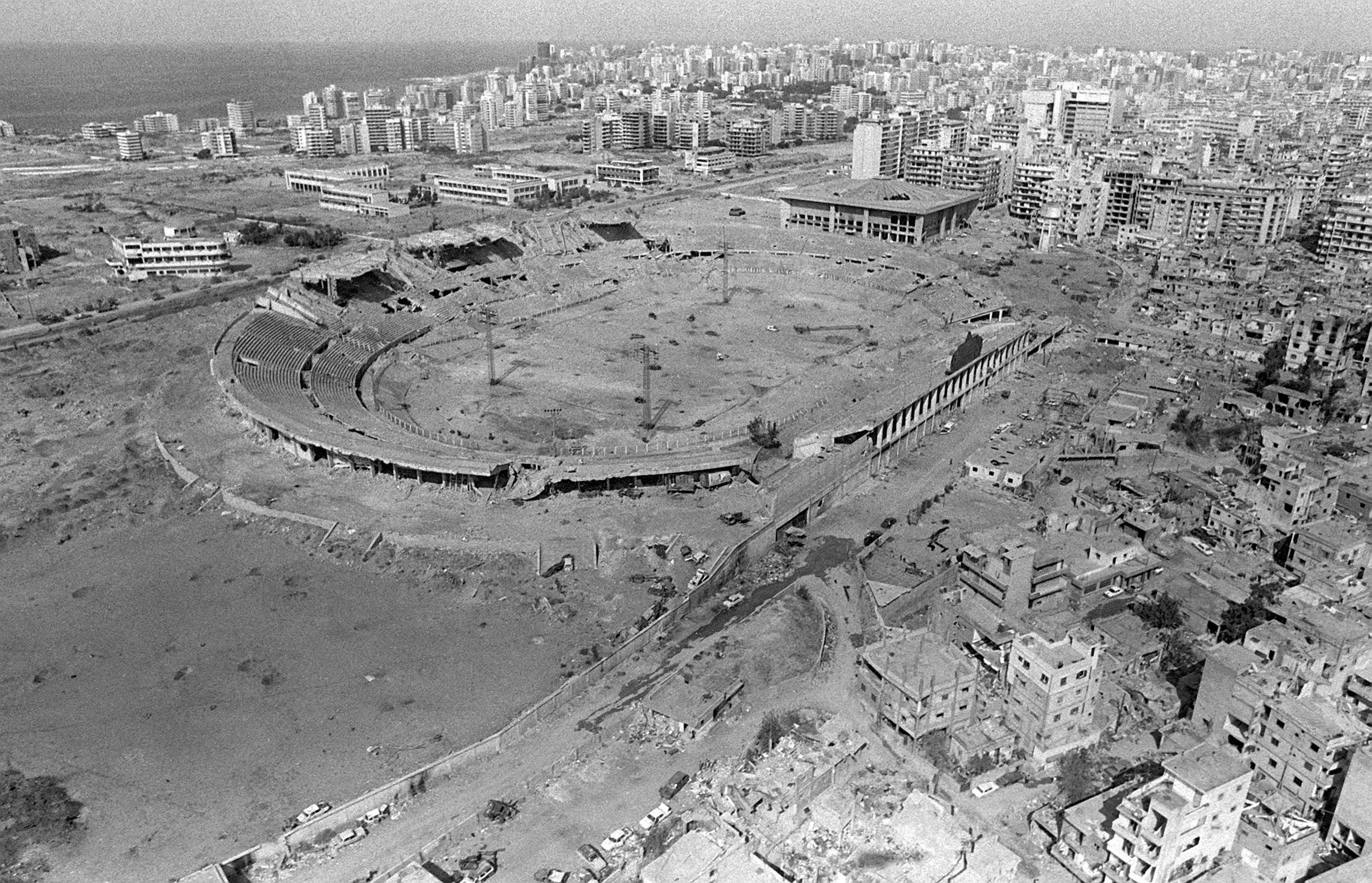
贝鲁特围城战

贝鲁特围城战是1982年第五次中东战争期间的一場戰鬥，當時联合国試圖調停黎巴嫩內戰，交戰各方一度簽署停火协议，但之後停火协议破裂，贝鲁特遭到以色列围攻。从六月中旬开始的持续两个月的貝魯特围困导致巴勒斯坦解放組織被驱逐出贝鲁特，黎巴嫩其他地区的巴勒斯坦解放組織也被驅逐。